# Ляпунов Сергій Михайлович
Сергій Михайлович Ляпунов (рос. Сергей Михайлович Ляпунов; нар. 18 (30) листопада 1859, Ярославль, Ярославська губернія — пом. 8 листопада 1924, Париж) — російський композитор, піаніст, диригент і музичний педагог.

## Біографія
Народився в Ярославлі в сім'ї астронома Михайла Васильовича Ляпунова. Після смерті батька в 1868 році Ляпунов разом з двома братами (майбутні математик Олександр і лінгвіст Борис) і матір'ю Софією Олександрівною переїхав до Нижнього Новгорода, де здобув освіту в гімназії. Музикою майбутній композитор цікавився з раннього дитинства, проте систематичні заняття почалися лише з відкриттям у Нижньому Новгороді відділення Російського музичного товариства 1874 року. У 1878 році за рекомендацією Миколи Рубінштейна Ляпунов вступив до Московської консерваторії в класи фортепіано Карла Кліндворта і композиції Сергія Танєєва.
Ляпунов закінчив консерваторію 1883 року, і через деякий час познайомився з Мілієм Балакиревим, який запропонував йому переїхати в Санкт-Петербург. Під керівництвом Балакірєва Ляпунов написав перші свої великі твори, зблизився з композиторами «Могутньої купки».
З 1890 року Ляпунов викладав у Миколаївському кадетському корпусі, у 1894—1902 роках працював помічником керуючого Придворної співацької капели. Надалі виступав як піаніст і диригент (у Росії та за кордоном). 1908 року він був обраний директором Безкоштовної музичної школи, з 1910 по 1923 обіймав посаду професора Петербурзької (Петроградської) консерваторії.
1923 року композитор емігрував до Парижа, де керував музичною школою для російських емігрантів, а також виступав як диригент. Ляпунов помер 8 листопада 1924 року в Парижі від інфаркту і похований на паризькому кладовищі Батіньйоль.

## Творчість

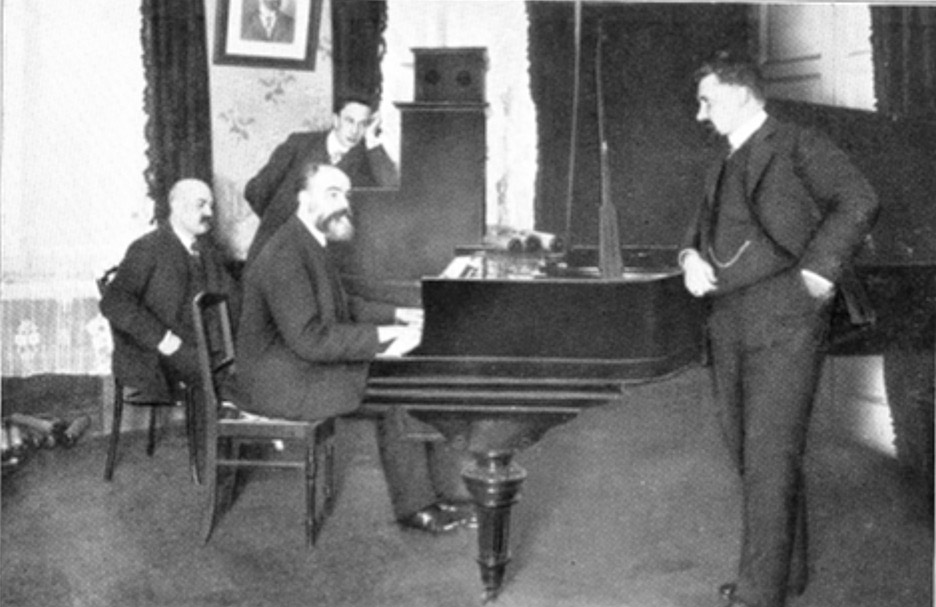
Ляпунов записує своє виконання на «Вельт-Міньйон» (1910 рік)

Ляпунов, разом з Антоном Аренським, Олександром Глазуновим, Василем Калинніковим і Сергієм Рахманіновим, належить до композиторів пізнього російського романтизму, проміжного за часом між представниками «Могутньої купки» і композиторами нового стилю (такими як Ігор Стравінський і Сергій Прокоф'єв). Ранні твори Ляпунова відчувають вплив Балакірєва, в більш пізніх проявляється самобутній стиль композитора, який нерідко використав у своїй творчості народну музику.
Будучи висококласним піаністом, Ляпунов створив численні твори для фортепіано високої складності, серед яких найбільш відомі Дванадцять етюдів вищої майстерності, присвячених пам'яті Ференца Ліста. 1910 року Ляпунов виконав і записав ряд власних творів на механічному піаніно «Вельт-Міньйон».

## Основні твори

### Твори для оркестру
- Симфонія № 1 h-moll (1885—1887);
- Симфонія № 2 b-moll (1917)
- Симфонічна поема «Желязова Воля» до сторіччя Фредерика Шопена (1909)
- Балада cis-moll (1883);
- Святкова увертюра на російські теми (1896);
- Полонез Des-dur (1902)
- Рапсодія на українські теми (1908)
- Симфонічна поема «Гашиш» (1912—1913; за однойменною поемою А. А. Голенищева-Кутузова)

### Кантати
- «Вечірня пісня» для тенора, хору і оркестру (1920)
- Твори для сольного інструмента і оркестру
- Концерт для фортепіано з оркестром № 1 es-moll (1890)
- Концерт для фортепіано з оркестром № 2 E-dur (1909)
- Концерт для скрипки з оркестром d-moll (1915)
- камерні твори
- Секстет b-moll для фортепіано, струнного квартету і контрабаса (1915, друга редакція 1921)

### Твори для фортепіано
- Соната f-moll, мазурки, ноктюрни, новелети, прелюдії, етюди та ін.

### Вокальні твори
- Шістдесят російських народних пісень, оброблених у 1897 і 1901 роках

### Пісні для голосу і фортепіано
- Вокальні квартети (в тому числі П'ять квартетів на народні теми (для чоловічих голосів без супроводу, ор. 48) спеціально для квартету Кедрова).